# Merremia collina
Merremia collina är en vindeväxtart som beskrevs av S. Y. Liu. Merremia collina ingår i släktet Merremia och familjen vindeväxter. Inga underarter finns listade i Catalogue of Life.